# HD 11025
HD 11025 är en misstänkt astrometrisk dubbelstjärna i den mellersta  delen av stjärnbilden Oktanten. Den har en kombinerad skenbar magnitud av ca 5,67 och är svagt synlig för blotta ögat där ljusföroreningar ej förekommer. Baserat på parallax enligt Gaia Data Release 2 på ca 8,6 mas, beräknas den befinna sig på ett avstånd på ca 378 ljusår (ca 116 parsek) från solen. Den rör sig bort från solen med en heliocentrisk radialhastighet på ca 18 km/s.

## Egenskaper
Primärstjärnan HD 11025 är en gul till vit jättestjärna av spektralklass G8 III. Den har en massa som är ca 2,6 solmassor, en radie som är ca 9,5 solradier och har ca 56 gånger solens utstrålning av energi från dess fotosfär vid en effektiv temperatur av ca 5 100 K.